# Leighton P. Slack

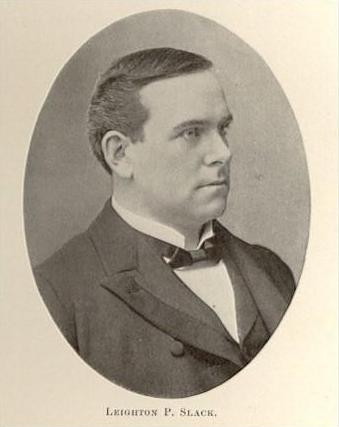
Leighton P. Slack

Leighton P. Slack (* 18. Juni 1867 in Woodstock, Vermont; † 31. März 1938 in Montpelier, Vermont) war ein US-amerikanischer Anwalt, Richter und Politiker, der von 1910 bis 1912 Vizegouverneur von Vermont war. Von 1914 bis zu seinem Tod war er Richter am Vermont Supreme Court.

## Leben
Leighton Prosper Slack wurde in Woodstock, Vermont geboren. Seinen Abschluss machte er in Ludlow an der Black River Academy und war während seines Jurastudiums als Lehrer tätig.
Slack erhielt seine Zulassung als Anwalt im Jahr 1892 und arbeitete zuerst in Barre, später in St. Johnsbury in diesem Beruf.
Als Mitglied der Vermonter Republikanischen Partei war er Bürgermeister von St. Johnsbury und von 1898 bis 1900 District Attorney für das Caledonia County. Mitglied im Senat von Vermont war er von 1904 bis 1905.
Die Wahl zum Vizegouverneur gewann Slack im Jahr 1910. Dieses Amt übte er bis 1912 aus.
Im Jahr 1914 wurde er zum Associate Justice des Obersten Gerichtshofs von Vermont ernannt und er zog daraufhin nach Montpelier. Dieses Amt übte Slack bis zu seinem Tode aus.
Während des Ersten Weltkriegs war Slack Vorsitzender des Ausschusses für die Öffentliche Sicherheit, einem Ausschuss, der durch den Gouverneur einberufen worden war, um Freiwillige und Material für den Krieg zu mobilisieren.
Er war in der Vermonter und der American Bar Association sowie in der Vermonter Historical Society.
Slack war in erster Ehe mit Estelle H. Mears Slack (1871–1896) und in zweiter Ehe mit Leah Elsie Mears Slack (1877–1966) verheiratet. Aus dieser Ehe stammt die Tochter Estelle Slack (1901–1986).
Slack starb in Montpelier am 31. März 1938. Sein Grab befindet sich auf dem Durant Cemetery in Cabot.